# ABN Bärdä
ABN Bärdä este un club azer de fotbal care evoluează în Yuksak Liga. Clubul a retrogadat la finalul sezonului 2006/07 însă datorită faptului că FK MKT Araz Imisli (echipa promovată din liga secundă) a falimentat, ABN Bärdä a rămas în prima ligă.

## Lotul actual de jucători
| Nr. |             | Poziție | Jucător           |
| --- | ----------- | ------- | ----------------- |
| 1   | Azerbaidjan | P       | Khayal Zeynalov   |
| 22  | Azerbaidjan | P       | Bakhtiyar Gozalov |
| 2   | Azerbaidjan | F       | Ruslan Sadigov    |
| 3   | Azerbaidjan | F       | Ramil Mehtiyev    |
| 4   | Azerbaidjan | F       | Vusal Veliyev     |
| 5   | Azerbaidjan | F       | Nail Mammadov     |
| 6   | Azerbaidjan | F       | Rahib Najafov     |
| 7   | Azerbaidjan | M       | Samir Pashayev    |
| 8   | Azerbaidjan | M       | Eldaniz Orujov    |
| 9   | Azerbaidjan | M       | Ramin Nasibov     |
| 10  | Azerbaidjan | M       | Sagif Khalidov    |

| Nr. |             | Poziție | Jucător          |
| --- | ----------- | ------- | ---------------- |
| 11  | Azerbaidjan | M       | Ruslan Rustamov  |
| 12  | Azerbaidjan | M       | Khalig Alekberov |
| 14  | Azerbaidjan | M       | Pervin Madatov   |
| 15  | Azerbaidjan | M       | Ruslan Huseynov  |
| 17  | Azerbaidjan | M       | Gadir İlyasov    |
| 18  | Azerbaidjan | A       | Elmar Kheyirov   |
| 20  | Azerbaidjan | A       | İlgar Huseynov   |
| 23  | Azerbaidjan | A       | Samir Mutallimov |
| 24  | Azerbaidjan | A       | Khalid Muradov   |
| 27  | Azerbaidjan | A       | Anar Gashimov    |